# Matthäus Schwarz

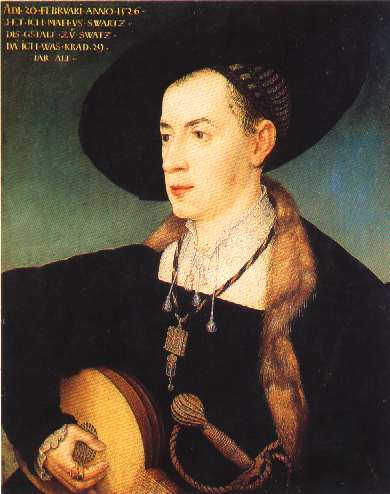
Retrato de Matthäus Schwarz por Hans Maler zu Schwaz, 1526, Museu do Louvre

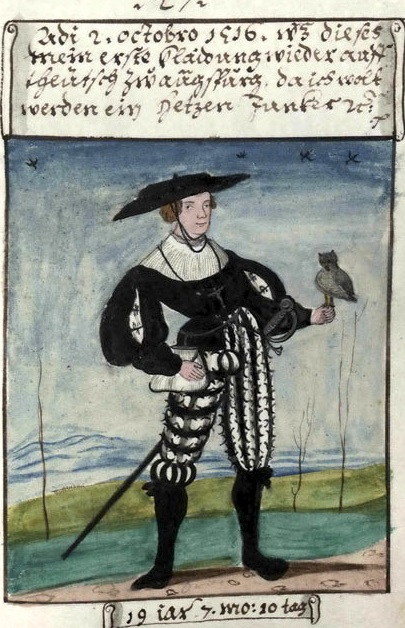
Matthäus Schwarz aos 19 anos. Uma página típica do Trachtenbuch.

Matthäus Schwarz (19 de fevereiro de 1497 – c. 1574) foi um contador alemão, mais conhecido por compilar seu Klaidungsbüchlein ou Trachtenbuch (geralmente traduzido como "Livro das Roupas"), um livro que cataloga as roupas que ele usou entre 1520 e 1560. O livro foi descrito como "o primeiro livro de moda do mundo".

## Primeiros anos
Schwarz nasceu em Augsburgo, filho de Ulrich Schwarz, o Jovem, um comerciante de vinhos. Sua família era originalmente formada por carpinteiros de Rettenbergen, na Baviera, mas se mudou para Augsburgo no século XV. Seu avô, também chamado Ulrich Schwarz, tornou-se mestre da guilda dos carpinteiros em Augsburgo e serviu como prefeito da cidade de 1469 a 1477, mas caiu em desgraça após disputas com as famílias dominantes e foi executado em 1478.
Schwarz foi educado em Augsburgo e Heidenheim. Sua mãe morreu em 1502. Seu latim não era bom o suficiente para seguir os passos do irmão e tornar-se monge, então trabalhou com o pai e depois tornou-se aprendiz de comerciante em Milão e Veneza, onde aprendeu técnicas de contabilidade.

## Carreira profissional
Ele começou a trabalhar para o rico comerciante de Augsburgo Jakob Fugger em 1516 e escreveu um manuscrito sobre contabilidade intitulado Dreierlay Buchhaltung (contabilidade tripla) em 1518. A obra permaneceu inédita, mas foi reescrita por Schwarz em 1550 e publicada apenas no início do século XX. Fugger, conhecido como Fugger do Lírio ou Fugger, o Rico, era membro da família Fugger de banqueiros e comerciantes, que acumulou grande fortuna como banqueiro da dinastia Habsburgo antes de morrer em 1525. Ele deixou bens avaliados em mais de 2 milhões de guldens para seu sobrinho, Anton Fugger, para quem Schwarz também trabalhou.
O pai de Schwarz morreu em 1519. No mesmo ano, Schwarz iniciou uma autobiografia, De Wellt lauff ("O curso do mundo"), que não sobreviveu.

## Livro das Roupas
Schwarz era fascinado por roupas, gastava grande parte de sua renda com vestuário e documentava sua aparência e trajes ao longo da vida adulta. Ele provavelmente precisava de um criado para ajudá-lo a se vestir. Isso aconteceu numa época em que se pensava que o interesse pela moda e pelo vestuário suntuoso era exclusivo das classes altas e da aristocracia, e quando as leis sumptuárias estipulavam as roupas e joias apropriadas ao estrato social e status social de uma pessoa; Schwarz se vestia cuidadosamente para não violar a lei, por exemplo, usando mangas elaboradas quando as meias decoradas eram proibidas.
De 1520 a 1560, ele contratou artistas para fazer pinturas em aquarela fiéis de si mesmo em pergaminho, mostrando-o com roupas da moda, possivelmente como apêndice à sua autobiografia. As obras incluem 36 imagens de Narziss Renner feitas em 1520, que reconstroem a vida de Schwarz até aquele ponto, desde o nascimento, passando pela infância, estudos e aprendizado. Schwarz encomendou mais 101 imagens ao longo dos 40 anos seguintes, principalmente feitas por Renner até 1536 e depois por artistas do ateliê de Christoph Amberger. Os retratos incluem imagens de frente e verso nuas de Schwarz em 1526, com 29 anos (quando ele já estava "gordo e grande" – algumas das primeiras imagens masculinas totalmente nuas da arte da Europa do Norte), e sua recuperação de um derrame aos 52 anos. Também aparecem suas vestes festivas para a visita do imperador Maximiliano I à Dieta de Augsburgo em 1518, o casamento de Anton Fugger em 1527, e a visita de Ferdinando, Duque da Áustria em 1530; as vestes de luto negras pela morte de seu pai em 1519; e, por fim, um retrato de Schwarz já idoso, de luto pela morte de Anton Fugger em 1560. Schwarz acrescentava comentários manuscritos às imagens explicando quando cada traje foi usado, além de seu lema em latim: Omne quare suum quia (todo "por quê" tem um "porque").
Schwarz mandou encadernar a obra em um livro que chamou de Klaidungsbüchlein (literalmente, "livreto de roupas"), mas que hoje é conhecido como seu Trachtenbuch ("Livro das Roupas"). É possível traçar paralelos com as obras semi-autobiográficas e ricamente ilustradas do imperador Maximiliano, como Theuerdank, Weisskunig e Freydal. Schwarz incentivou seu filho a continuar o projeto, mas este logo perdeu o interesse. Schwarz foi apelidado de "Kleidernarr" (literalmente, "bobo das roupas"), embora Valentin Groebner especule que a catalogação meticulosa de seus trajes pode ser uma extensão do desejo do contador de documentar tudo.
O livro original é conservado no Museu Herzog Anton Ulrich em Braunschweig. Existem também duas cópias feitas em 1740, uma na Bibliothèque nationale de France em Paris e outra na Biblioteca Gottfried Wilhelm Leibniz em Hanôver. Um estudo detalhado da obra foi publicado pelo historiador da arte August Fink em Die Schwarz'schen Trachtenbücher (Berlim, 1963).

## Vida posterior
Ele se casou com Barbara Mangold em 1538. Um par de retratos de Schwarz e sua esposa feitos em 1542 por Christoph Amberger pertence respectivamente ao Museu Thyssen-Bornemisza e à Coleção Kisters.
Foi nobilitado por Carlos V, Sacro Imperador Romano-Germânico em 1541 e faleceu em Augsburgo por volta de 1574.